# Альтения
Альтения (лат. Althenia) — галофильный род травянистых растений семейства Рдестовые (Potamogetonaceae).
Род назван в честь армянского агронома Ованеса Алтуняна.

## Ареал
Древнесредиземноморский таксон с реликтовым ареалом, охватывающим страны Средиземноморья, Прикаспия: отмечен в Северной Африке, Западной и Южной Европе от Пиренейского до Балканского полуострова (Португалия, Испания, Франция, Италия, острова Корсика, Сардиния и Сицилия, Югославия), на Кипре и Мальте, в Турции, в Иране, Южной Африке, а также на юге Европейской (Астраханская, Волгоградская и Ростовская области, Республика Калмыкия) и Азиатской России (Новосибирская область), в Закавказье и Казахстане, в Австралии и Новой Зеландии.
Предполагается очень древний, возможно палеогеновый, возраст рода, сформировавшегося в водоёмах близ побережья Тетиса ещё до образования межконтинентальных впадин Атлантического и Индийского океанов.

## Ботаническое описание
Погруженные в воду, однодомные или двудомные, однолетние или многолетние травянистые растения. Листья очерёдные, но часто сближены в виде пучков, без жилок, нитевидные или линейные, около 0,1 мм шириной; влагалища или прилистники хорошо развитые, почти целиком перепончатые, сросшиеся с листовой пластинкой на большей части её длины; язычок довольно длинный, часто раздвоен. Прицветники почти супротивные и часто скученны к вершине стебля, основание с влагалищем.
Цветки однополые, сидячие или на цветоножках, одиночные или расположены по нескольку на верхушках побегов. Мужские (тычиночные) цветки состоят из одной тычинки и трёхзубчатого чашевидного околоцветника. Женские (пестичные) цветки с гинецеем из 3 свободных прямых плодолистиков и околоцветником из 3 маленьких листочков; стилодии очень длинные, почти равные по длине плодам или немного длиннее их, прямые, заканчиваются воронковидным рыльцем. Плоды — прямые, узкоэллипсоидальные семянки, 1,5—2 мм длиной и 0,5—0,7 мм толщиной, с кожистой оболочкой, обычно расположены на ножках, равных ¼—½ их длины.

## Виды
Род включает 10 видов:
- Althenia australis (J.Drumm. ex Harv.) Asch.
- Althenia bilocularis (Kirk) Cockayne
- Althenia cylindrocarpa (Körn. ex Müll.Berol.) Asch.
- Althenia filiformis F.Petit typus[1] — Альтения нителистная, или Альтения нитевидная
- Althenia hearnii T.D.Macfarl. & D.D.Sokoloff
- Althenia marina (E.L.Robertson) Yu Ito
- Althenia orientalis (Tzvelev) García-Mur. & Talavera — Альтения восточная
- Althenia patentifolia (E.L.Robertson) T.D.Macfarl. & D.D.Sokoloff
- Althenia preissii (Lehm.) Asch. & Graebn.
- Althenia tzvelevii T.D.Macfarl. & D.D.Sokoloff